# SMS Hedwig von Wissmann
SMS Hedwig von Wissmann var en tysk postångare på Tanganyikasjön, systerfartyg till den större SMS Hermann von Wissmann på Nyasasjön, och i likhet med detta fartyg från början ursprungligen använd som kanonfartyg mot slavhandlare. Hedwig von Wissmann var namngiven efter hustrun till den tyska upptäcktsresanden och kolonialadministratören Hermann von Wissmann, vilken hade arrangerat finansieringen av bägge båtarna.
Hedwig von Wissmann byggdes av Janssen & Schmilinsky i Hamburg 1897 och monterades och sjösatte 1900 i Tanganyikasjön. Den 12 augusti 1914 togs hon över av den kejserliga tyska marinen för att bli patrullbåt. 

## Attacken motSMS Hedwig von Wissmann
Efter det att SMS Kingani under första världskriget 1915 erövrats utanför Albertville i Belgiska Kongo av en för tyskarna okänd engelsk marinexpeditionsflottstyrka, skickades Hedwig von Wissmann från Kigoma i mitten av januari 1916 ut för att leta efter det försvunna fartyget. Britterna var då inte klara med återställandet av sina fartyg efter attacken på Kingani. Hedwig von Wissmann återkom för att rekognosera till Albertville den 9 februari. HMS Fifi under befäl av Geoffrey Spicer-Simson, systerbåten HMS Mimi och två belgiska båtar tog till sjöss utan att avvakta att det tyska fartyget passerat hamnen. 
Den tyska befälhavaren Job Odebrecht (1892–1982) vände inte omedelbart, utan först efter ett tag. HMS Fifi (tidigare SMS Kingani) öppnade eld med sin kraftiga, nymonterade förliga kanon, vilket gjorde att hon fick tvärstopp och Hedwig von Wissmann kunde öka avståndet till Fifi. HMS Mimi kunde dock lätt komma ifatt och beskjuta det tyska fartyget med sin 47-millimeterskanon, vilken hade längre räckvidd än Hedwig von Wissmanns aktermonterade vapen. Odebrecht var därför tvungen att vända Hedwig von Wissmann för att beskjuta Mimi, och detta tillät Fifi att komma ifatt. Skotten från samtliga fartyg missade sina mål, tills Geoffrey Spicer-Simson på Fifi fick in en träff i Hedwig von Wissmanns skrov med sin näst sista tillgängliga granat. Den tyske befälhavaren Odebrecht beordrade då att fartyget skulle överges och lät sänka skeppet med sprängämnen. De brittiska fartygen plockade upp de överlevande från Hedwig von Wissmann.
På Hedwig von Wissmann omkom maskinchefen och två eldare i maskinrummet samt en officer och tre andra besättningsmän. 20 personer togs tillfånga, inklusive befälhavaren Job Odebrecht.